# Termas romanas de Augusta Emerita
Capital de la Lusitania romana, enclavada en lo que actualmente es la ciudad de Mérida (Badajoz), formó parte de la Hispania de César Augusto.
El planeamiento urbanístico de Augusta Emerita fue concebido con un plan hipodámico, que facilitaría la distribución de las calles en ángulo recto, confiriéndola una estructura urbana cuasi perfecta.
En la antigua Augusta Emerita existían 19 balnearios, aunque no se poseen planos pormenorizados, lo que impide detallar cómo eran los edificios. Además, los balnearios totalmente excavados son pocos, lo cual nos impide tener una visión amplia de los mismos. De lo que se desprende, que no podemos establecer su tipología ni la evolución del balneario doméstico.

## Cronología
Siglo I d.C.
Comenzaremos diciendo, que a continuación se describirá uno de los pocos edificios termales de esta época.
En las excavaciones realizadas en el interior de la iglesia de Santa Eulalia, se descubrió parte de una casa romana con vestigios de lo que pudo ser un balneario.
El balneario constaba de una bañera en rectángulo, con un saliente en forma de lóbulo en la parte oriental.
Siglo I (final) - Siglo II (comienzo)
De este momento data el balneario de la calle J.Lennon, del cual se preserva parte de la zona caliente, con un caldarium de 15 m² y parte del tepidarium.
Existe una natatio de 12 m de largo y una superficie total de 45,468 m², rodeada por un pórtico en sus lados NO y SE.
Esta zona termal era parte de una domus cuya estructura no estaba definida, lo cual impide determinar en que área de la casa se encontraba el balneario. 
En el siglo III el edificio fue derruido.
Siglo II
Tenemos los balnearios de la Alcazaba y de la calle Sagasta, formando parte de una domus.
Siglo III
Hay testimonio de un pequeño balneario privado, cerca de la llamada Casa del Anfiteatro o Torre del Agua; no obstante, no está clara la relación entre ambos. 
El balneario tiene una orientación diferente con el proyecto arquitectónico de la casa, a pesar de que en apariencia tenía muros compartidos.Hay evidencia del derribo del límite de la domus para construir el balneario, en un lugar cercano al del acceso principal. Es factible que esta edificación forme parte de otra domus, posiblemente ubicada donde hoy en día existe un bloque de viviendas (esto, cronológicamente hablando, sería coetáneo al balneario), hecho posterior al abandono de la edificación formada por la Casa del Anfiteatro.
La conformación del balneario es bastante sencilla, algo usual en cualquier balneario privado urbano, habiéndose usado para la construcción del hipocausto unas suspensurae con arcos de unos 6o cm de altura. Se utilizaba el arco como soporte del suelo, lo que se acredita a través de la tipología de las suspensurae.
Otro balneario se halla en la calle Reyes Huertas, ubicado fuera del centro de la ciudad (zona industrial), correspondiendo a una edificación termal cuyo carácter es difícil de catalogar.
La Casa del Mitreo es también un ejemplo termal, formando parte de una villa suburbana. Hay discrepancias sobre la relación del balneario con la villa, debido a que sus orientaciones son distintas, aunque por otra parte no se poseen indicadores que lo vinculen con otra. Apostillar que, se  documentan unas suspensurae formadas por arcos de ladrillo.
Siglo IV
En el barrio de la Morería se han realizado prospecciones que acreditan el termalismo emeritense, aportando datos significativos al trazado urbanístico de la ciudad.
En una cuadrícula extensa se han excavado tres insulae completas y otras tantas parciales donde aparecen trece viviendas, habiéndose encontrado en cuatro de ellas sus balnearios. Uno de estos tiene una planta distinta a las documentadas  en otros lugares de la ciudad, consistente en una zona cálida con estructura ligeramente trapezoidal, apareciendo internamente dos ábsides simétricos  y una bañera triobulada decorada con pinturas.
Todavía, estar por descubrir el emplazamiento de las termas monumentales de Augusta Emerita, aunque con la firme convicción de que se encuentran en las proximidades del foro.
Durante mucho tiempo se creyó que la majestuosa edificación termal se situaba en la calle de Baños, porque aquí se venía ubicando la Casa de los Caños del Agua, hecho que fue refutado al realizar las excavaciones del terreno.
Junto al Museo Nacional de Arte Romano se vislumbró una edificación que pudiera ser de carácter termal, identificando alguno de los espacios sobre hipocausto, datando el hallazgo entre los siglos III y V.
En definitiva, podemos concluir que no se han encontrado los vestigios suficientes que nos permitan sistematizar una tipología de balneario privado (del público nada conocemos), lo cual no es óbice para seguir trabajando en esta cuestión que nos permita llegar a unas conclusiones más satisfactorias.